# Billy West
William Richard Werstine (Detroit, Míchigan, 16 de abril de 1952) conocido profesionalmente como Billy West, es un actor de voz estadounidense, conocido por dar su voz a Stimpy en Ren y Stimpy y a Fry en Futurama.

## Carrera
En 1996 protagonizó la voces de los personajes de Bugs Bunny y Elmer Gruñón en Space Jam y mientras trabajaba a tiempo completo el Show de Howard Stern. Entre sus trabajos también incluyen la voz en inglés de las series animadas de Nickelodeon: Jimmy Neutron, y Doug.
Él y Joe Alaskey son conocidos como dos de los mejores actores de doblaje, tan impresionantes como Mel Blanc en Bugs Bunny el conejo de la suerte, Pato Lucas, Elmer Gruñón y otros personajes de los dibujos animados de Warner Bros. 
También realizó el papel de Lil Gruesome y Muttley en el videojuego de Carreras Wacky 
Sus caracterizaciones favoritas son Philip J. Fry de Futurama, y Stimpy, el gato de Ren y Stimpy. West es también un compositor de sus canciones, canta en la agrupación Billy West and The Grief Counsellors.
Cuando John Kricfalusi (el creador de Ren y Stimpy y actor de Ren) fue despedido de Nickelodeon en 1992, también dejó de trabajar con West. Entonces este último decidió hacer también la voz de Ren. A pesar de esto, no hizo la voz de Stimpy en Ren y Stimpy "Solo para adultos", sino Eric Bauza.

## Vida personal
Su padre abusó de él cuando era pequeño, y a raíz de esto comenzó a tener problemas con el abuso de sustancias en su juventud. Se desintoxicó a los 35 años y, además, es vegano.

## Papeles principales
- Stimpy en Ren y Stimpy, después también caracterizó a Ren.
- Voz de varios personajes de la popular saga de juegos La leyenda de Spyro y la película.
- Philip J. Fry, el Profesor Hubert Farnsworth, Doctor Zoidberg, Zapp Brannigan, La Cabeza del Richard Nixon, y otros personajes secundarios en Futurama.
- Voz del Pájaro Loco durante las 3 temporadas de The New Woody Woodpecker Show
- Formó parte del Show de Howard Stern (1994-1995).
- Doug Funnie, Roger Klotz de la versión de Nickelodeon de Doug.
- Bugs Bunny y Elmer Gruñon en la película Space Jam.
- Anunciador Screen Gems Network.
- Caracteriza la voz BuzzBee, la abeja de la publicidad de los cereales Money Nut Cheerios.
- Caracteriza la voz Confucio, Benjamín Franklin y Thomas Edison en Histeria!.
- Es la voz de alienígena en el comercial de Pentium 4.
- Es la voz del caramelo rojo de M&M en comerciales de televisión.
- Realiza muchas voces en The Oblongs.
- Es Slimer en Cazafantasmas Extremos.
- Es la voz de Yamato Delgado de la serie japonés Battle B-Daman.
- Es la voz de Zim en Invasor Zim (solo episodio piloto).
- Es la voz de Crow en M.U.G.E.N.